# Католическа лига (1609)
Вижте пояснителната страница за други значения на Католическа лига.
Католическата лига (на немски: Katholische Liga) е съюз на католическите имперски съсловия преди Тридесетгодишната война.
Образувана е на 10 юли 1609 г. след Протестантския съюз от 1608 г. в Аухаузен (в Швабия). Учредителното събрание се провежда от 3 до 10 юли 1609 г. в Мюнхен (в Бавария) по инициатива на херцог Максимилиан I Баварски първо за девет години.
В началото в Католическата лига участват Херцогство Бавария, манастирите Вюрцбург, Констанц, Аугсбург, Пасау, Регенсбург, Кемптен и Елванген. След това се включват почти всички католически съсловия от южногерманската територия и духовническите курфюрства Кьолн, Трир и Майнц. Архиепископството Залцбург и други католически княжества не се включват в лигата.
Католическата лига е разпусната по условията на Пражкия мир през 1635 г.